# ویدئوی مرکب
ویدئوی مرکب یا ویدئوی کامپوزیت یک فرمت سیگنال ویدئویی آنالوگ است که ویدئوی با کیفیت استاندارد (معمولاً در ۵۲۵ خط یا ۶۲۵ خط) را به عنوان یک کانال سیگنال منتقل می‌کند. اطلاعات ویدیو برخلاف S-Video با کیفیت بالاتر (دو کانال) و ویدیوی مؤلفه‌ای با کیفیت بالاتر (سه یا چند کانال) روی یک کانال کدگذاری می‌شود. در همه این فرمت‌های ویدیویی، صدا در یک اتصال جداگانه حمل می‌شود.
ویدئوی مرکب همچنین با حروف اول CVBS برای سیگنال باندپایه ویدئویی مرکب یا رنگ، ویدئو، محوسازی و همزمان‌سازی، شناخته می‌شود یا به‌سادگی به‌عنوان ویدئو اس‌دی برای سیگنال تلویزیونی باکیفیت-استاندارد که منتقل می‌کند، شناخته می‌شود.
سه نوع غالب سیگنال‌های ویدئویی مرکب وجود دارد که مربوط به سیستم رنگی آنالوگ مورداستفاده است: ان‌تی‌اس‌سی ،پال، و سکام. معمولاً ویدئوهای مرکب توسط یک کانکتور آرسی‌ای زرد رنگ حمل می‌شوند، اما سایر اتصالات در تنظیمات حرفه‌ای استفاده می‌شوند.

## مولفه‌های سیگنال

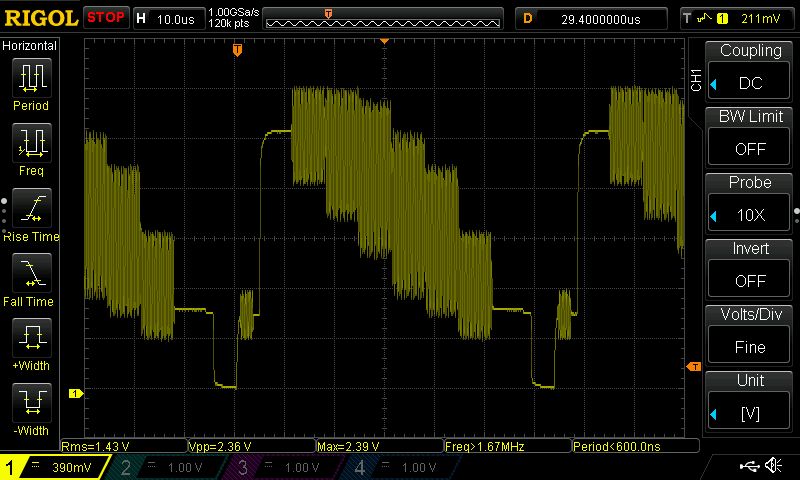
سیگنال ویدئویی ترکیبی NTSC (آنالوگ)

یک سیگنال ویدئویی مرکب، اطلاعات ویدئویی مورد نیاز برای بازسازی یک تصویر رنگی، و همچنین پالس‌های هم‌زمان‌سازی خط و فریم را روی یک سیم ترکیب می‌کند. سیگنال تصویری رنگی ترکیبی خطی روشنایی ({\displaystyle Y}) از تصویر و یک زیرحامل مدوله‌شده که حاوی اطلاعات فام‌نمایی یا اطلاعات رنگ ({\displaystyle C})، ترکیبی از فام و اشباع است. جزئیات فرایند ترکیب‌سازی بین سیستم‌های NTSC, PAL و SECAM متفاوت است.